# Garnaalkroket

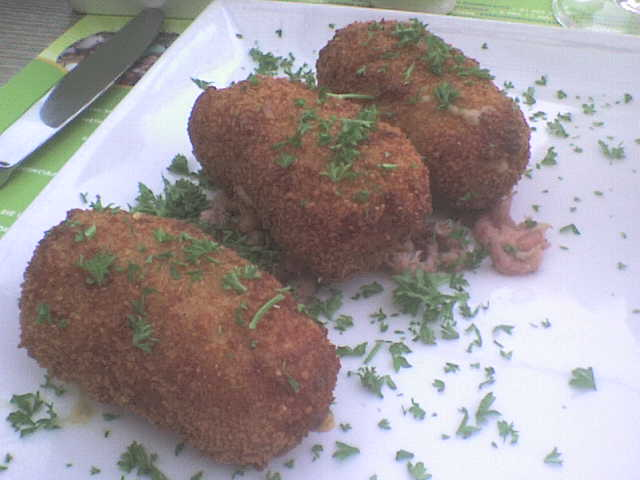

Een garnaalkroket of garnalenkroket is een kroket gemaakt met grijze of Noordzeegarnalen (Crangon crangon). Ze worden vooral graag gegeten in België als voorgerecht of als snack. In 2015 werd 90 procent van de wereldwijde productie van garnaalkroketten gegeten in België. Eurofreez en Olense Vleeswaren Industrie zijn in 2015 de grootste industriële producenten in België. In Nederland worden echter ook door verschillende producenten, zoals Iglo en Mora, garnalenkroketten gemaakt, die deels geëxporteerd worden naar België. Ook in Noord-Frankrijk worden garnalenkroketten gegeten.

## Geschiedenis
De garnalenkroket evolueerde uit de vleeskroket. 
Petronella Calkoen beschreef in haar handschrift uit 1750 een soort garnalenkroket bestaande uit gehakte garnalen in een dikke saus, waarvan na afkoelen balletjes ter grootte van een ei gemaakt werden, die vervolgens werden gepaneerd.
Philippe-Edouard Cauderlier, de chef-kok uit Gent beschreef in 1861 in L’Economie culinaire vele recepten met garnalen, waaronder vol-au-vent van garnalen, en daarnaast ook diverse viskroketten. Kroketten hadden in deze periode de vorm van “langwerpige balletjes”. Na zijn overlijden verscheen in 1897, in Het Spaerzame Keukenboek, een recept van een kroket, bestaande uit aardappelpuree vermengd met garnalen. Dit recept zou voor het rooms-katholieke volksdeel de hespkroket kunnen vervangen op vastendagen.
In 1914 beschreef Madame Barella, directrice van het Brusselse Institut pour jeunes filles, het waarschijnlijk eerste echte recept voor een garnaalkroket in haar boek Nouveau manuel. Cuisine, patisserie, régimes. Deze kroket bestond uit bechamelsaus vermengd met garnalen. Garnalen waren in deze periode van de Eerste Wereldoorlog goedkoper dan vlees. Met name in Vlaanderen werden toen garnaalkroketten gemaakt.
Na de Tweede Wereldoorlog werden vooral in de hotels langs de Vlaamse kust de garnalenkroketten populairder. In 1954 verscheen in Ons Kookboek, uitgegeven door Boerinnenbond een recept voor de garnaalkroket, waaruit blijkt dat de kroket inmiddels ook buiten het kustgebied werd gegeten.

## Receptuur
Het maken van een garnalenkroket is arbeidsintensief – net als het maken van een vleeskroket. Daarom worden ze vaak via de handel aangeschaft.
De ingrediënten kunnen verschillen, maar bestaan in elk geval uit een roux van boter en melk, aangelengd met bouillon van garnalenkoppen en andere resten van het pellen en gestold met behulp van gelatine. Daar worden gekookte en gepelde garnalen doorheen gemengd. Het geheel wordt op smaak gebracht met citroensap, peper, zout en nootmuskaat.
Na de vorming van rolletjes wordt het geheel gepaneerd en gefrituurd tot de korst bruin en knapperig is. De paneer kan gemaakt worden van paneermeel of panko.
Soms worden aanvullend andere ingrediënten toegevoegd, zoals kreeftenbisque, cognac, saffraan eidooiers of room. Als garnering gebruikt men eventueel gefrituurde peterselie en citroen.

### Varianten
Bij schaarste aan grijze garnalen wordt ook wel krab uit de Noordzee als ingrediënt gebruikt. De Portugese Rissóis de Camarão worden gemaakt van roze garnalen.

## Oostende
De Oostendse garnaalkroket is in 2022 door het VLAM (Vlaams Centrum voor Agro- en Visserijmarketing) aangeduid als streekproduct. Voorwaarden om garnaalkroketten als erkend streekproduct te bestempelen is onder meer dat de kroketten minimaal 30% garnalen bevatten en dat de garnalen gevangen zijn door lokale vissers, en binnen een straal van 10 kilometer van Oostende vervaardigd.
Sinds 2021 organiseert Oostende het jaarlijkse Garnaalkrokettenfestival. Tijdens het festival strijden restaurants om de titel Beste Oostendse Garnalenkroket. Er worden twee prijzen uitgereikt: een publieksprijs en een juryprijs.
Zowel journalist Martin Heylen als illustratrice Eva Mouton werden benoemd tot Grootmeester in de orde van de Oostendse Garnaalkroket.